# Ché Adams
Ché Zach Everton Fred Adams, noto semplicemente come Ché Adams (Leicester, 13 luglio 1996), è un calciatore inglese naturalizzato scozzese, attaccante del Torino e della nazionale scozzese.

## Biografia
Nato a Leicester, suo padre è originario di Antigua e Barbuda, mentre la madre è di origini scozzesi.

## Caratteristiche tecniche
Adams è una prima punta dotata di buona tecnica, resistenza e fiuto del gol. Ha statura non elevata (175 cm) e dispone di buona forza fisica. Può giocare anche da seconda punta o esterno offensivo

## Carriera

### Club

#### Inizi: giovanili, Oadby Town e Ilkeston
Dopo avere mosso i passi da giovane negli Highfield Rangers, si è unito all'accademia giovanile del Coventry City all'età di sette anni nel 2003, restandovi fino al 2010.
Ha poi giocato a calcio giovanile per il St Andrews (club di Leicester) per due anni prima di unirsi all'Oadby Town nel 2012. Trasferitosi presto in prima squadra, nella stagione 2012-2013 Adams ha collezionato 33 presenze con l'Oadby nella United Counties League, di cui 27 tra gli undici titolari, segnando 5 gol.
Successivamente è entrato a far parte del settore giovanile dell'Ilkeston, ed ha aiutato la loro squadra a vincere la Football Conference Youth Alliance e a raggiungere il secondo turno della FA Youth Cup 2013-2014. Nel mentre giocava a calcio in prima squadra nella Northern Premier League, esordendo il 13 ottobre come sostituto nel finale della vittoria per 3-2 in trasferta contro gli Stocksbridge Park Steels. Ha segnato il suo primo gol da senior per il club per nel successo per 3-1 in trasferta contro l'Ashton United. Nella finale della Derbyshire Senior Cup ha subito fallo per il calcio di rigore che ha assicurato la vittoria dell'Ilkeston.
Dopo che Adams ha iniziato il 2014-2015 in modo positivo per lui dal punto di vista realizzativo, rinnovando pure il proprio contratto con il club per un altro anno.

#### Sheffield United
Il suo rendimento non passa inosservato, indi per cui 14 novembre 2014 firma per lo Sheffield Utd, club militante in League One. Fa il proprio esordio con le Blades il 16 dicembre successivo, rilevando Jamal Campbell-Ryce in un match casalingo contro il Southampton valido per gli ottavi di finale di Coppa di Lega. Quattro giorni dopo fa il suo debutto da titolare, nel pareggio esterno contro il Walsall. Il 28 gennaio 2015, durante la semifinale di ritorno di Coppa di Lega contro il Tottenham, mette a segno una doppietta in poco più di due minuti, riuscendo a pareggiare momentaneamente i conti nell'aggregato; la gara si è poi conclusa sul risultato di 2-2 (2-3 totale), con Christian Eriksen che mise a segno la rete del pareggio eliminando di fatto le Blades. Al termine della stagione la sua squadra disputò i play-off per la promozione, venendo eliminati nella semifinale di ritorno contro lo Swindon Town.
Inizia la stagione seguente contribuendo con una rete al successo 2-0 contro il Chesterfield. Dieci giorni dopo, il giocatore rinnova il proprio contratto con gli inglesi per altre tre stagioni con opzione per una quarta. Conclude l'annata con 42 presenze e 12 reti, 11 delle quali in campionato, venendo nominato da Sheffield Star come miglior giovane dell'anno.

#### Birmingham City
L'8 agosto 2016 viene acquistato dal Birmingham City. Esordisce con il club il 16 dello stesso mese, subentrando dalla panchina nel secondo tempo di un match casalingo contro il Wolverhampton, dove tra l'altro mette già a segno la sua prima marcatura. Adams giocò regolarmente tutta la prima parte di stagione, salvo poi vedere il suo minutaggio ridursi dopo l'esonero di Gary Rowett. Nonostante ciò, termina la sua prima stagione con un totale di 42 presenze e 7 reti segnate.
Il 20 settembre 2017, a poche settimane dall'inizio del campionato, rinnova con il club per altre cinque stagioni. Inizia la campagna 2017-2018 segnando una tripletta ai danni del Crawley Town in Coppa di Lega. Tuttavia, due infortuni al tendine del ginocchio fecero rimanere il giocatore fermo ai box per un intero mese, tornando a disposizione del nuovo tecnico Steve Cotterill il 13 ottobre, in una gara contro il Cardiff City. Nonostante una stagione difficile conclusa con una salvezza maturata all'ultima giornata, viene nominato capocannoniere della squadra con 9 reti.
Durante la sua terza annata ai Blues, vede il suo rendimento migliorare ulteriormente, grazie anche alla solida partnership con l'attaccante anglo-polacco Lukas Jutkiewicz. Al termine della stagione gli viene assegnato il premio di miglior giocatore del campionato e di capocannoniere con 22 reti segnate. Poco dopo, il suo gol segnato nel pareggio 3-3 contro lo Swansea City il 6 maggio 2019 viene premiato come marcatura dell'anno.

#### Southampton
Il 1º luglio 2019 viene ceduto al Southampton. Esordisce con i Saints (oltreché in Premier League) il 10 agosto 2019 nella sconfitta per 3-0 contro il Burnley. Il 5 luglio 2020 realizza la sua prima rete nella massima serie inglese, segnando da 36 metri il gol del decisivo 1-0 contro il Manchester City. Si ripete due settimane dopo, nel successo in trasferta contro il Bournemouth (0-2). Chiude la stagione mettendo a segno una doppietta ai danni dello Sheffield United, sua ex squadra.
Inizia la stagione 2020-2021 contribuendo con un gol al pareggio esterno contro il Chelsea. Va nuovamente a rete la settimana seguente, segnando la rete del definitivo 2-0 ai danni dell'Everton. Torna al gol il 6 marzo 2021 dopo 14 gare a secco, nel match vinto in trasferta contro lo Sheffield United. Chiude la sua seconda annata ai Saints mettendo a segno 9 reti e saltando solamente due gare.
Durante l'annata 2022-2023 riesce a mantenere costante il proprio rendimento, riuscendo a timbrare per 8 volte in 33 gare disputate, mentre nella stagione 2023-2024, contribuendo di fatto al ritorno immediato dei Saints in massima divisione. Complessivamente, in 5 anni ha collezionato 191 presenze e segnato 49 reti.

#### Torino
Il 23 luglio 2024, Adams viene ingaggiato a parametro zero dal Torino, in Serie A, con cui firma un contratto triennale. Il 17 agosto esordisce in serie A con i granata, subentrando nella ripresa ad Antonio Sanabria nella partita in casa del Milan, pareggiata per 2-2. Segna il suo primo gol con il Torino il 25 agosto successivo, infatti con una rete e un assist vincente contribuisce alla vittoria per 2-1 contro l'Atalanta. Il 24 settembre va a segno per la prima volta in Coppa Italia contro l'Empoli, anche se i granata perdono per 1-2 e sono eliminati dalla competizione. Il 13 dicembre successivo decide con un eurogol dall'altezza del cerchio di centrocampo (47.71 metri) la sfida di campionato in casa dell'Empoli (0-1). Il 24 gennaio 2025 segna la sua prima doppietta con i granata, firmando entrambi i gol del successo casalingo sul Cagliari per 2-0 

### Nazionale
Dopo avere declinato un'offerta per rappresentare Antigua e Barbuda nel 2014, un anno dopo viene convocato dall'under-20 inglese.
Nel febbraio 2019 declina una chiamata da parte del ct della Scozia Alex McLeish. Successivamente torna sui propri passi optando per rappresentare la selezione scozzese, ricevendo la sua prima convocazione nel marzo 2021. Il 25 del mese stesso debutta con la nazionale scozzese in occasione della partita pareggiata per 2-2 contro l'Austria. Nella sfida successiva, giocata a 3 giorni di distanza, parte per la prima volta da titolare nel pareggio per 1-1 contro Israele. Il 31 marzo invece realizza la sua prima rete con la selezione scozzese nel successo per 4-0 contro le Fær Øer.
Nel 2021 maggio viene convocato per Euro 2020, competizione disputata con un anno di ritardo a causa della pandemia, in cui gli scozzesi sono stati eliminati al primo turno.
Successivamente viene convocato per Euro 2024, ma anche in questo caso gli scozzesi sono usciti ai gironi.

## Statistiche

### Presenze e reti nei club
Statistiche aggiornate al 24 maggio 2025.
| Stagione                | Squadra                 | Campionato              | Campionato | Campionato | Coppe nazionali | Coppe nazionali | Coppe nazionali | Coppe continentali | Coppe continentali | Coppe continentali | Altre coppe | Altre coppe | Altre coppe | Totale | Totale |
| Stagione                | Squadra                 | Comp                    | Pres       | Reti       | Comp            | Pres            | Reti            | Comp               | Pres               | Reti               | Comp        | Pres        | Reti        | Pres   | Reti   |
| ----------------------- | ----------------------- | ----------------------- | ---------- | ---------- | --------------- | --------------- | --------------- | ------------------ | ------------------ | ------------------ | ----------- | ----------- | ----------- | ------ | ------ |
| 2014-2015               | Sheffield United        | FL1                     | 10+1       | 1          | FACup+CdL       | 0+2             | 2               | -                  | -                  | -                  | FLT         | 0           | 0           | 13     | 3      |
| 2015-2016               | Sheffield United        | FL1                     | 37         | 11         | FACup+CdL       | 2+2             | 0               | -                  | -                  | -                  | FLT         | 1           | 1           | 42     | 12     |
| Totale Sheffield United | Totale Sheffield United | Totale Sheffield United | 47+1       | 12         |                 | 6               | 2               |                    | -                  | -                  |             | 1           | 1           | 55     | 15     |
| 2016-2017               | Birmingham City         | FLC                     | 40         | 7          | FACup+CdL       | 2+0             | 0               | -                  | -                  | -                  | -           | -           | -           | 42     | 7      |
| 2017-2018               | Birmingham City         | FLC                     | 30         | 5          | FACup+CdL       | 2+1             | 1+3             | -                  | -                  | -                  | -           | -           | -           | 33     | 9      |
| 2018-2019               | Birmingham City         | FLC                     | 46         | 22         | FACup+CdL       | 1+1             | 0               | -                  | -                  | -                  | -           | -           | -           | 48     | 22     |
| Totale Birmingham City  | Totale Birmingham City  | Totale Birmingham City  | 116        | 34         |                 | 7               | 4               |                    | -                  | -                  |             | -           | -           | 123    | 38     |
| 2019-2020               | Southampton             | PL                      | 30         | 4          | FACup+CdL       | 3+2             | 0               | -                  | -                  | -                  | -           | -           | -           | 35     | 4      |
| 2020-2021               | Southampton             | PL                      | 36         | 9          | FACup+CdL       | 5+1             | 0               | -                  | -                  | -                  | -           | -           | -           | 42     | 9      |
| 2021-2022               | Southampton             | PL                      | 30         | 7          | FACup+CdL       | 1+2             | 0+1             | -                  | -                  | -                  | -           | -           | -           | 33     | 8      |
| 2022-2023               | Southampton             | PL                      | 28         | 5          | FACup+CdL       | 2+5             | 0+5             | -                  | -                  | -                  | -           | -           | -           | 35     | 10     |
| 2023-2024               | Southampton             | FLC                     | 41         | 16         | FACup+CdL       | 4+1             | 2+0             | -                  | -                  | -                  | -           | -           | -           | 46     | 18     |
| Totale Southampton      | Totale Southampton      | Totale Southampton      | 164+1      | 41+0       |                 | 26              | 8               |                    | -                  | -                  |             | -           | -           | 191    | 49     |
| 2024-2025               | Torino                  | A                       | 36         | 9          | CI              | 2               | 1               | -                  | -                  | -                  | -           | -           | -           | 38     | 10     |
| Totale carriera         | Totale carriera         | Totale carriera         | 365        | 96         |                 | 41              | 15              |                    | -                  | -                  |             | 1           | 1           | 407    | 112    |

### Cronologia presenze e reti in nazionale
| Cronologia completa delle presenze e delle reti in nazionale ― Scozia | Cronologia completa delle presenze e delle reti in nazionale ― Scozia | Cronologia completa delle presenze e delle reti in nazionale ― Scozia | Cronologia completa delle presenze e delle reti in nazionale ― Scozia | Cronologia completa delle presenze e delle reti in nazionale ― Scozia | Cronologia completa delle presenze e delle reti in nazionale ― Scozia | Cronologia completa delle presenze e delle reti in nazionale ― Scozia | Cronologia completa delle presenze e delle reti in nazionale ― Scozia |
| Data                                                                  | Città                                                                 | In casa                                                               | Risultato                                                             | Ospiti                                                                | Competizione                                                          | Reti                                                                  | Note                                                                  |
| --------------------------------------------------------------------- | --------------------------------------------------------------------- | --------------------------------------------------------------------- | --------------------------------------------------------------------- | --------------------------------------------------------------------- | --------------------------------------------------------------------- | --------------------------------------------------------------------- | --------------------------------------------------------------------- |
| 25-3-2021                                                             | Glasgow                                                               | Scozia                                                                | 2 – 2                                                                 | Austria                                                               | Qual. Mondiali 2022                                                   | -                                                                     | 66’                                                                   |
| 28-3-2021                                                             | Tel Aviv                                                              | Israele                                                               | 1 – 1                                                                 | Scozia                                                                | Qual. Mondiali 2022                                                   | -                                                                     | 74’                                                                   |
| 31-3-2021                                                             | Glasgow                                                               | Scozia                                                                | 4 – 0                                                                 | Fær Øer                                                               | Qual. Mondiali 2022                                                   | 1                                                                     | 73’                                                                   |
| 6-6-2021                                                              | Lussemburgo                                                           | Lussemburgo                                                           | 0 – 1                                                                 | Scozia                                                                | Amichevole                                                            | 1                                                                     |                                                                       |
| 14-6-2021                                                             | Glasgow                                                               | Scozia                                                                | 0 – 2                                                                 | Rep. Ceca                                                             | Euro 2020 - 1º turno                                                  | -                                                                     | 46’                                                                   |
| 18-6-2021                                                             | Londra                                                                | Inghilterra                                                           | 0 – 0                                                                 | Scozia                                                                | Euro 2020 - 1º turno                                                  | -                                                                     | 86’                                                                   |
| 22-6-2021                                                             | Glasgow                                                               | Croazia                                                               | 3 – 1                                                                 | Scozia                                                                | Euro 2020 - 1º turno                                                  | -                                                                     | 84’                                                                   |
| 1-9-2021                                                              | Copenaghen                                                            | Danimarca                                                             | 2 – 0                                                                 | Scozia                                                                | Qual. Mondiali 2022                                                   | -                                                                     | 71’                                                                   |
| 4-9-2021                                                              | Glasgow                                                               | Scozia                                                                | 1 – 0                                                                 | Moldavia                                                              | Qual. Mondiali 2022                                                   | -                                                                     | 65’                                                                   |
| 7-9-2021                                                              | Vienna                                                                | Austria                                                               | 0 – 1                                                                 | Scozia                                                                | Qual. Mondiali 2022                                                   | -                                                                     | 22’ 88’                                                               |
| 9-10-2021                                                             | Glasgow                                                               | Scozia                                                                | 3 – 2                                                                 | Israele                                                               | Qual. Mondiali 2022                                                   | -                                                                     | 67’                                                                   |
| 12-11-2021                                                            | Chișinău                                                              | Moldavia                                                              | 0 – 2                                                                 | Scozia                                                                | Qual. Mondiali 2022                                                   | 1                                                                     | 85’                                                                   |
| 15-11-2021                                                            | Glasgow                                                               | Scozia                                                                | 2 – 0                                                                 | Danimarca                                                             | Qual. Mondiali 2022                                                   | 1                                                                     |                                                                       |
| 24-3-2022                                                             | Glasgow                                                               | Scozia                                                                | 1 – 1                                                                 | Polonia                                                               | Amichevole                                                            | -                                                                     | 90’                                                                   |
| 29-3-2022                                                             | Vienna                                                                | Austria                                                               | 2 – 2                                                                 | Scozia                                                                | Amichevole                                                            | -                                                                     | 66’                                                                   |
| 1-6-2022                                                              | Glasgow                                                               | Scozia                                                                | 1 – 3                                                                 | Ucraina                                                               | Qual. Mondiali 2022                                                   | -                                                                     |                                                                       |
| 8-6-2022                                                              | Glasgow                                                               | Scozia                                                                | 2 – 0                                                                 | Armenia                                                               | UEFA Nations League 2022-2023 - 1º turno                              | -                                                                     | 87’                                                                   |
| 11-6-2022                                                             | Dublino                                                               | Irlanda                                                               | 3 – 0                                                                 | Scozia                                                                | UEFA Nations League 2022-2023 - 1º turno                              | -                                                                     | 59’                                                                   |
| 14-6-2022                                                             | Erevan                                                                | Armenia                                                               | 1 – 4                                                                 | Scozia                                                                | UEFA Nations League 2022-2023 - 1º turno                              | 1                                                                     | 20’ 74’                                                               |
| 21-9-2022                                                             | Glasgow                                                               | Scozia                                                                | 3 – 0                                                                 | Ucraina                                                               | UEFA Nations League 2022-2023 - 1º turno                              | -                                                                     | 76’                                                                   |
| 24-9-2022                                                             | Glasgow                                                               | Scozia                                                                | 2 – 1                                                                 | Irlanda                                                               | UEFA Nations League 2022-2023 - 1º turno                              | -                                                                     | 85’                                                                   |
| 27-9-2022                                                             | Cracovia                                                              | Ucraina                                                               | 0 – 0                                                                 | Scozia                                                                | UEFA Nations League 2022-2023 - 1º turno                              | -                                                                     | 79’                                                                   |
| 25-3-2023                                                             | Glasgow                                                               | Scozia                                                                | 3 – 0                                                                 | Cipro                                                                 | Qual. Euro 2024                                                       | -                                                                     | 57’                                                                   |
| 8-9-2023                                                              | Larnaca                                                               | Cipro                                                                 | 0 – 3                                                                 | Scozia                                                                | Qual. Euro 2024                                                       | -                                                                     | 67’                                                                   |
| 12-9-2023                                                             | Glasgow                                                               | Scozia                                                                | 1 – 3                                                                 | Inghilterra                                                           | Amichevole                                                            | -                                                                     | 59’                                                                   |
| 12-10-2023                                                            | Siviglia                                                              | Spagna                                                                | 2 – 0                                                                 | Scozia                                                                | Qual. Euro 2024                                                       | -                                                                     | 79’                                                                   |
| 17-10-2023                                                            | Villeneuve d'Ascq                                                     | Francia                                                               | 4 – 1                                                                 | Scozia                                                                | Amichevole                                                            | -                                                                     | 65’                                                                   |
| 22-3-2024                                                             | Amsterdam                                                             | Paesi Bassi                                                           | 4 – 0                                                                 | Scozia                                                                | Amichevole                                                            | -                                                                     | 68’                                                                   |
| 26-3-2024                                                             | Glasgow                                                               | Scozia                                                                | 0 – 1                                                                 | Irlanda del Nord                                                      | Amichevole                                                            | -                                                                     | 70’                                                                   |
| 3-6-2024                                                              | Faro                                                                  | Gibilterra                                                            | 0 – 2                                                                 | Scozia                                                                | Amichevole                                                            | 1                                                                     | 66’                                                                   |
| 14-6-2024                                                             | Monaco di Baviera                                                     | Germania                                                              | 5 – 1                                                                 | Scozia                                                                | Euro 2024 - 1º turno                                                  | -                                                                     | 46’                                                                   |
| 19-6-2024                                                             | Colonia                                                               | Scozia                                                                | 1 – 1                                                                 | Svizzera                                                              | Euro 2024 - 1º turno                                                  | -                                                                     | 90+1’                                                                 |
| 23-6-2024                                                             | Stoccarda                                                             | Scozia                                                                | 0 – 1                                                                 | Ungheria                                                              | Euro 2024 - 1º turno                                                  | -                                                                     | 76’                                                                   |
| 12-10-2024                                                            | Zagabria                                                              | Croazia                                                               | 2 – 1                                                                 | Scozia                                                                | UEFA Nations League 2024-2025 - 1º turno                              | -                                                                     | 77’                                                                   |
| 15-10-2024                                                            | Glasgow                                                               | Scozia                                                                | 0 – 0                                                                 | Portogallo                                                            | UEFA Nations League 2024-2025 - 1º turno                              | -                                                                     | 83’                                                                   |
| 20-3-2025                                                             | Il Pireo                                                              | Grecia                                                                | 0 – 1                                                                 | Scozia                                                                | UEFA Nations League 2024-2025 - Play-off                              | -                                                                     | 75’                                                                   |
| 23-3-2025                                                             | Glasgow                                                               | Scozia                                                                | 0 – 3                                                                 | Grecia                                                                | UEFA Nations League 2024-2025 - Play-off                              | -                                                                     | 73’                                                                   |
| 6-6-2025                                                              | Glasgow                                                               | Scozia                                                                | 1 – 3                                                                 | Islanda                                                               | Amichevole                                                            | -                                                                     | 68’                                                                   |
| 9-6-2025                                                              | Vaduz                                                                 | Liechtenstein                                                         | 0 – 4                                                                 | Scozia                                                                | Amichevole                                                            | 3                                                                     |                                                                       |
| Totale                                                                |                                                                       | Presenze                                                              | 39                                                                    |                                                                       | Reti                                                                  | 9                                                                     |                                                                       |

## Palmarès

### Club

#### Competizioni regionali
- Derbyshire Senior Cup: 1

Ilkeston: 2013-2014

### Individuale
- Capocannoniere della English Football League Cup: 1

2022-2023 (4 gol)